# کاسه

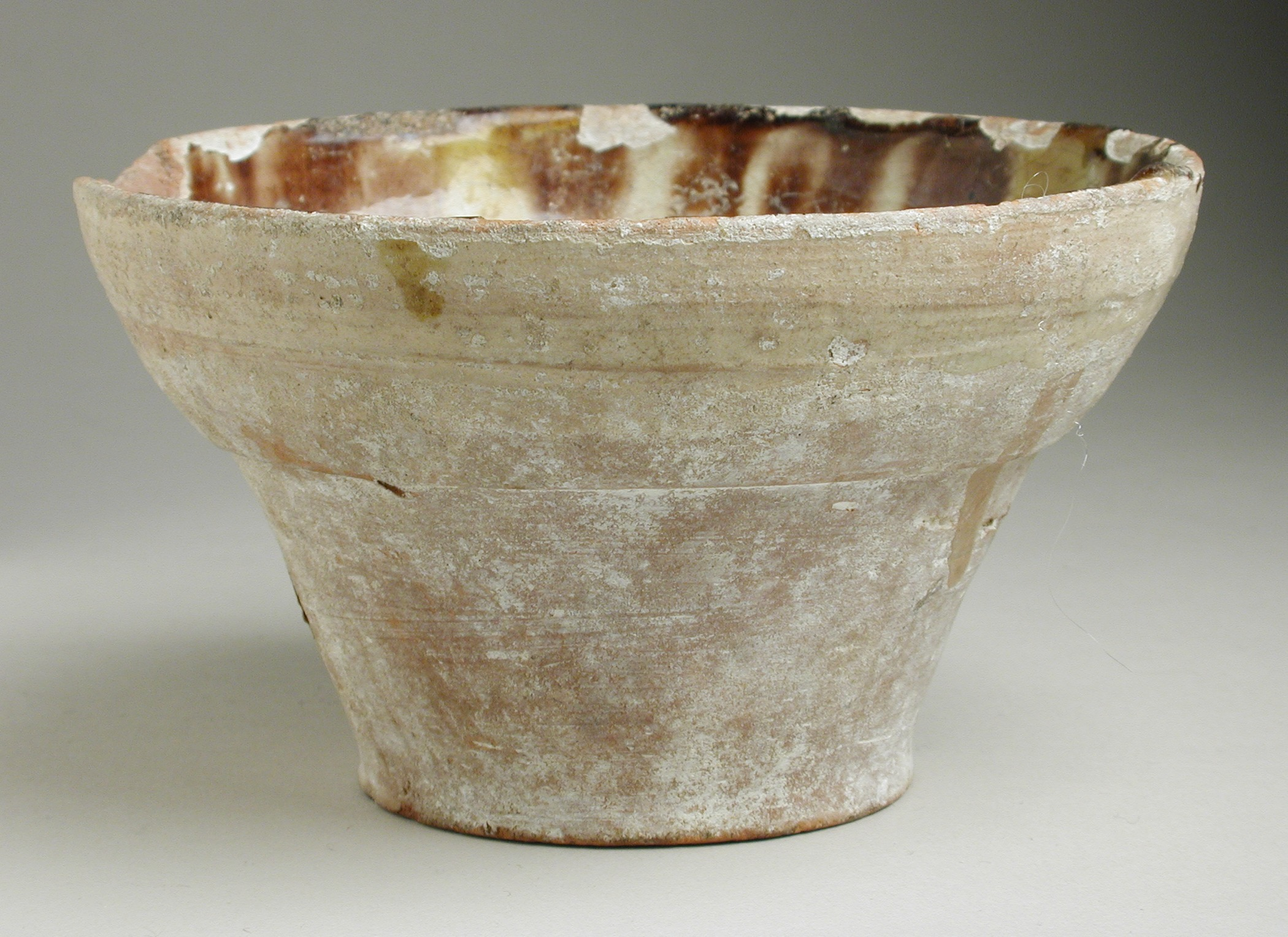
کاسه متعلق به سده دهم میلادی

کاسه گونه‌ای ظرف با دهانه باز است که معمولاً مدور (گرد) بوده و لبه‌های بلندی دارد. از این ظرف برای نگهداری، حمل، خوردن و آشامیدن غذا و مایعات استفاده می‌شود. واژه کاسه یک لغت فارسی است . کاسه بسته به نوع محتوایی که باید در آن قرار گیرد، اندازه‌های گوناگون دارد. به تازگی در ژاپن کاسه فانتزی در ابعاد نانو ساخته شده که فقط با میکروسکوپ قابل مشاهده‌است.

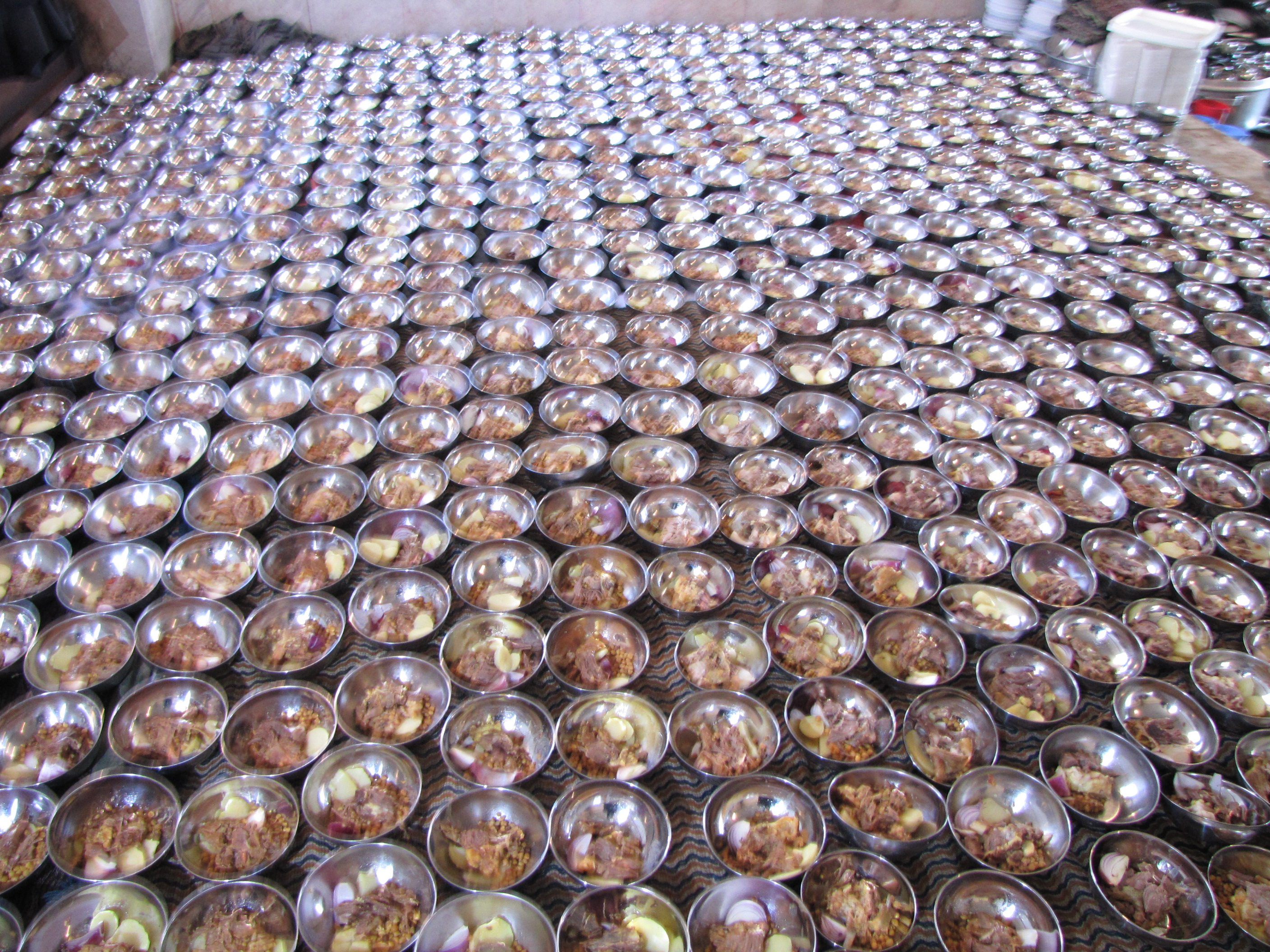
کاسه‌های آبگوشت به عنوان غذای نذری در مراسم سوگواری حسین بن علی

## تاریخچه

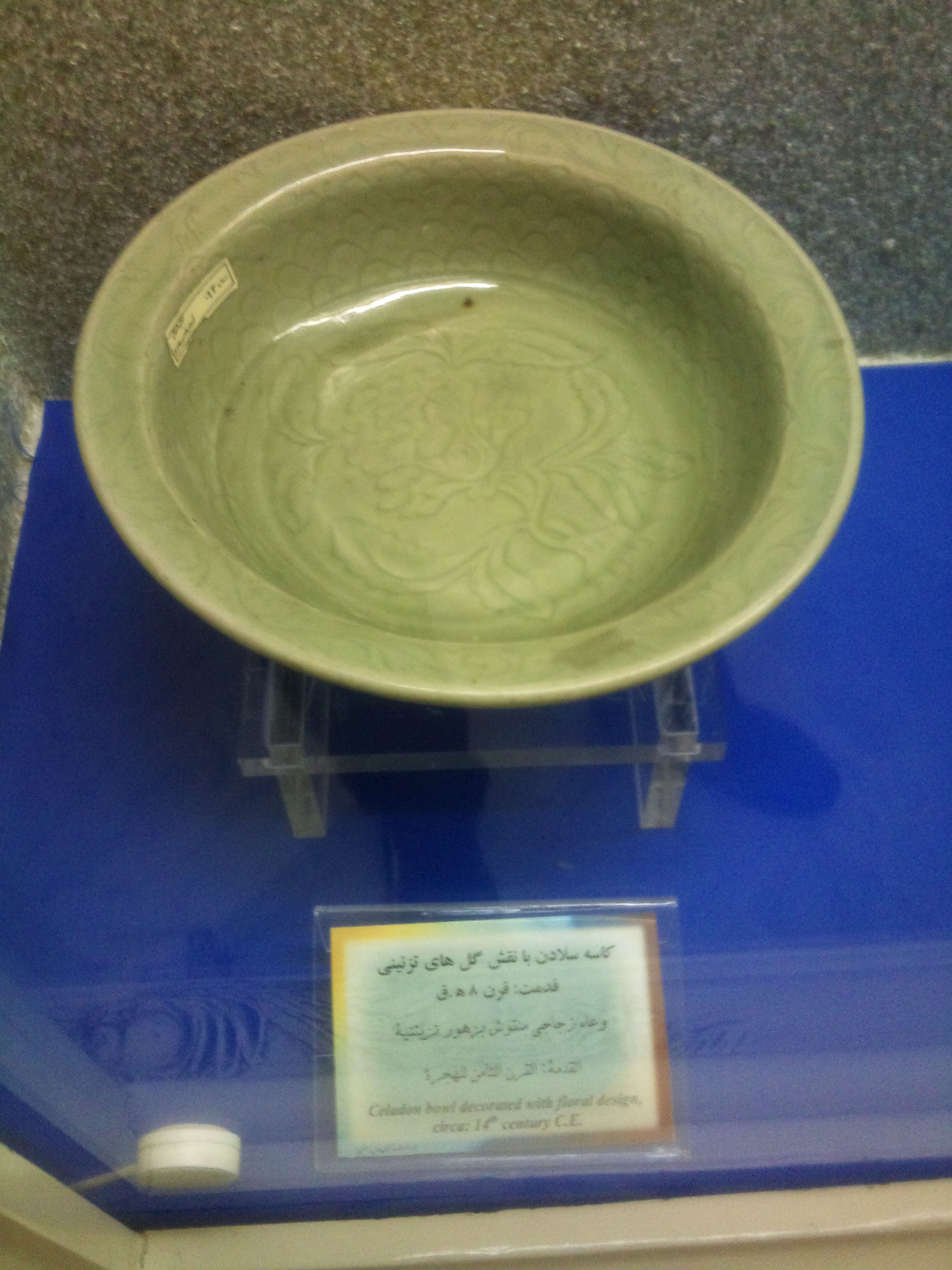
کاسه‌ای قدیمی مربوط به قرن ۸ ه‍. ق

کاربرد کاسه در زندگی انسان، پیشینه‌ای هزاران ساله داشته و به دوران نوسنگی بازمی‌گردد. در یونان باستان از کاسه‌های کوچکی مانند پیاله برای ساغرریزی (ریختن شراب به قصد عبادت) استفاده می‌شده‌است.

## بهداشت
امروزه کاسه در انواع چینی، فلزی، سرامیک، بلور، ملامین، آرکوپال، پیرکس و سفال، مورد استفاده روزمره‌است. به اعتقاد برخی کارشناسان، استفاده غذاخوری از کاسه سفالی و سرامیک با رنگ آبی، به دلیل وجود ترکیبات سرب، احتمال مسمومیت غذایی را به همراه دارد. کاسه آلومینیمی (روحی) نیز ممکن است موجب بروز یبوست، اختلالات گوارشی، پوکی استخوان، آلزایمر، غش و کم خونی بشود. برخی از این مشکلات در استفاده از کاسه مسی نیز ممکن است بروز نماید. در بهداشتی بودن استفاده از کاسه‌های ملامین میان کارشناسان اختلاف نظر وجود دارد. در عوض کاسه‌های چینی، آرکوپال و استیل، از نظر اغلب کارشناسان سالم تشخیص داده شده‌اند.

## واژه‌شناسی
واژه کاسه در زبان فارسی  ریشهً اوستایی و سانسکریتی دارد و از واژه کاچه به معنی شیشه، آبگینه، آیینه، لیوان، جام و کریستال اخذ شده‌است. این واژه چنان‌که در واژه پهلوی کاسوک (کاسه پشت، لاکپشت) دیده می‌شود، به همین صورت کاسه در ایران پیش از اسلام رایج بوده‌است. به احتمال زیاد اعراب نام کاسه را از تجار هندی فرا گرفته بوده‌اند. آرامی‌های شبه عرب جام شراب را مانمن و سومریان و اکدیان جام را بور و خود اعراب کاسه و جام را ناجود و قدح می‌گفته‌اند.

## فرهنگ فارسی
واژه کاسه، در ضربالمثل‌ها و اصطلاحات زیادی به کار رفته‌است. مانند:
- کاسه داغ تر از آش (مبالغه در کار)
- کاسه به خون زدن (خون دل خوردن)
- کاسه (و کوزه) را بر سر کسی شکستن. (رسواکردن کسی و تقصیر را بر گردن کسی انداختن)
- کاسه به دست گرفتن. (دریوزگی و گدایی کردن)
- کاسه «چه کنم؟» در دست داشتن. (مردد بودن)
- کاسه زیر نیم کاسه. (فریب دادن)
- کاسه جایی رود که باز آرد قدح. (چشمداشت داشتن و نان قرض دادن)
- کاسه لیسی کردن.
- لبریز شدن کاسه صبر.
- کاسه به چین بردن. (مانند زیره به کرمان بردن)